# Oberense (Ense)
Oberense ist ein Ortsteil der Gemeinde Ense im Kreis Soest im Regierungsbezirk Arnsberg (Nordrhein-Westfalen). Der Ortsteil liegt nördlich des Haarstranges am Rand des Sauerlandes. Bis Soest, Werl sowie dem Naherholungsgebiet Möhnesee sind es jeweils nur wenige Kilometer.
Der Ort wurde 1269 erstmals in einer Urkunde der Äbtissin Elisabeth von Himmelpforten erwähnt. Weitere Nachweise existieren in den Lehensregistern der Grafen von Arnsberg in den Jahren 1281, 1331 und 1338. Die acht heute noch im Ort befindlichen Höfe wurden schon in den Schatzungsregistern des Herzogs von Westfalen von 1536 genannt. Sehenswert ist die Rochuskapelle, die etwa 1727 bis 1729 nach einem überstandenen Ausbruch der roten Ruhr erbaut wurde. Dörflicher Charakter prägt den Ort, das gesellschaftliche Leben wird hauptsächlich durch Vereine getragen. Nennenswerte Infrastruktur ist nicht vorhanden. Wenige Höfe vermarkten ihre Produkte direkt.
Oberense wurde 2002 bei dem Kreiswettbewerb Unser Dorf soll schöner werden – Unser Dorf hat Zukunft als Silberdorf ausgezeichnet.
Das Dorf wurde im Zuge der kommunalen Neugliederung am 1. Juli 1969 durch das Soest/Beckum-Gesetz mit 13 anderen bisher selbständigen Orten zur neuen Gemeinde Ense zusammengefasst.
In einer Scheune in Oberense gibt es Schrottis Oldtimermuseum. In diesem Museum werden hauptsächlich Zweiräder (Motorräder, Mofas, Mopeds und Fahrräder), aber auch einige Autos, Tankstellenzubehör und andere technische Geräte gezeigt. 2020 befanden sich 23 motorisierte Zweiräder und sechs Fahrräder im Museum. Oberense gewann 2006 beim Wettbewerb Unser Dorf hat Zukunft Gold im Kreis Soest und 2007 Silber in Nordrhein-Westfalen.